# Montella
Montella è un comune italiano di 7 171 abitanti della provincia di Avellino in Campania.
Nato su una zona già abitata dal periodo neolitico, il paese divenne sede gastaldale e poi contea sotto i Longobardi. Montella è nota per la produzione della castagna, cui è riconosciuto il marchio IGP, e per il tartufo nero. Il territorio, compreso nel parco regionale Monti Picentini, è prevalentemente montuoso e ricco di sorgenti, quattro delle quali alimentano l'Acquedotto Pugliese. Dalla sorgente del Monte Accellica, nel territorio di Montella, nasce il fiume Calore Irpino.

## Geografia fisica
(Giano Anisio, 1520 ca.)
Situata nel settore meridionale dell'Irpinia, Montella fa parte della comunità montana Terminio Cervialto; l'escursione altimetrica nel comune è di 1616 metri.
Il fiume Calore ha la sua sorgente nel comune di Montella. Importanti sono le valenze paesaggistiche, in particolare l'altopiano di Verteglia, vasto e ricoperto da faggi; tra le numerose grotte esistenti, la Grotta dei Cantraloni e la Grotta del Caprone.
Dei 93,32 km² del territorio montellese, 0,96 sono occupati dal centro urbano, 49,30 sono a zona boschiva, 5,78 sono a pascolo o incolte, 13,49 a coltivazioni varie, e 13,79 (oltre il 16%) sono castagneti.

### Idrografia
(Giovanni Cotta)

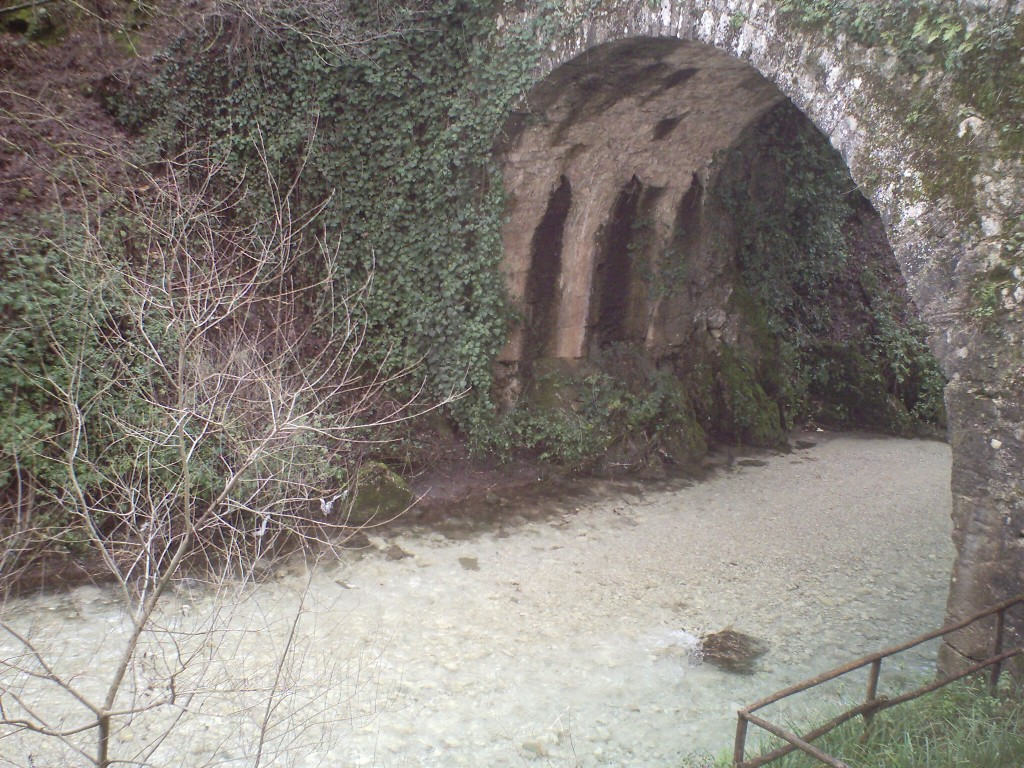
Il fiume Calore scorre sotto il ponte, detto della Lavandaia

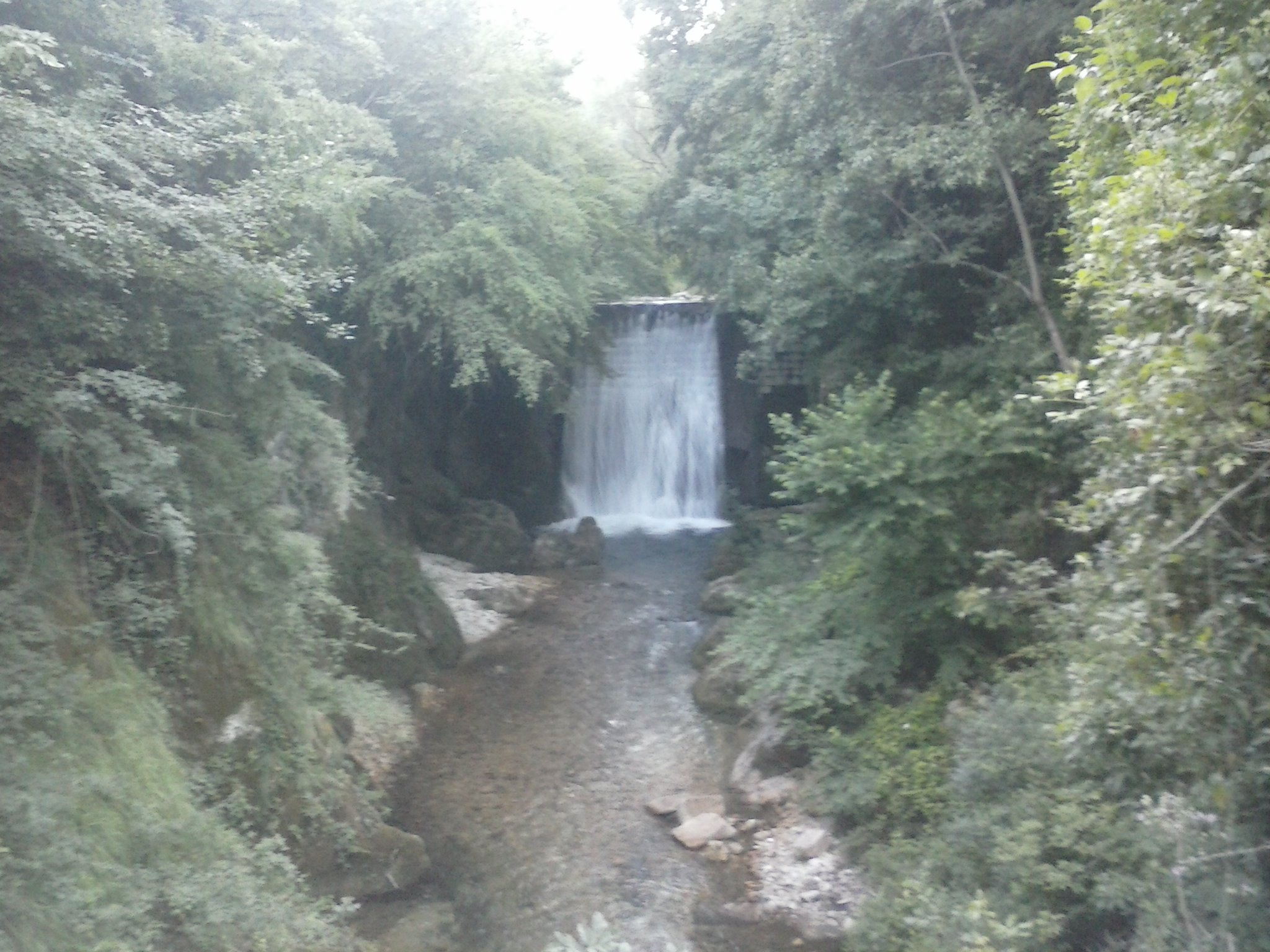
Cascata della Lavandaia

Data la sua grande riserva idrica, Montella è in grado di fornire acqua a molte zone della Campania e della Puglia. Le sorgenti denominate Peschiera, Pollentina, Prete e Bagno della Regina alimentano l'Acquedotto pugliese attraverso le opere di captazione ubicate nel comune di Cassano Irpino.
Nel territorio del comune di Montella si trova la sorgente del fiume Calore, la principale per portata e importanza; sempre a Montella si trovano le sorgenti dell'Acqua degli Uccelli ai piedi del monte Terminio, delle Acque Nere, della Tufara, il torrente Jumiciello tra il monte Sassetano e il monte Tufara, le sorgenti della Scorzella, torrente che affluisce nel fiume Calore, il torrente Santa Maria che attraversa il paese, il Lacinolo e il Bagno della Regina.
Sul territorio sono presenti quattro cascate: la  cascata della Tufara, la cascata della Madonnella; la cascata del Fascio, costruita appunto in epoca fascista per convogliare le acque nell'acquedotto di Montella, e che è uno dei luoghi di partenza delle escursioni; la cascata della Lavandaia (la Pelata), già presente al tempo della realizzazione dell'omonimo ponte (I secolo a.C.), sottoposta a lavori di rifacimento nel XV secolo per alimentare il mulino voluto dai cittadini che, attivo fino agli anni cinquanta del XX secolo, è oggi allo stato di rudere.

### Grotte
Il sottosuolo del territorio presenta varie insenature, passaggi, aperture, condotti e caverne, dati dal fenomeno carsico a cui sono soggette le montagne. La più grande tra le grotte e quella detta del Caprone.
Le grotte sono diverse ed in parte esplorate ed esplorabili. I fenomeni di superficie comprendono inghiottitoi e doline, molto presenti nella zona di Verteglia.

### Sismologia
Il territorio comunale è parte integrante del distretto sismico dell'Irpinia. In occasione del terremoto del 1980 vi furono, nel solo comune di Montella, 10 morti, 290 feriti e 1 191 senzatetto.
- Classificazione sismica: zona 2 (sismicità media)[12]

### Clima
Montella, situata intorno ai 560 metri circa di altitudine, gode di un clima continentale: l'inverno è rigido con frequenti piogge, nebbia e molta umidità. Tra dicembre e febbraio non mancano le nevicate. In questi periodi capita che le temperature scendano al disotto dello zero. In primavera e agli inizi dell'autunno sono frequenti brina e gelate, mentre in estate il clima è mite , infatti di rado le temperature superano i 35 gradi.

## Storia
Francesco Scandone riporta le famiglie storiche montellesi nel suo L'Alta Valle del Calore. Il municipio di Montella, col suo feudo, nei tempi moderni incominciando dal dominio della Casa D'Aragona. Tra queste, quelle non estinte sono: 
- Abiosi: tra le più antiche, presente a Montella probabilmente già nel XIV secolo, si conserva ancora oggi presso il palazzo Abiosi la laurea di un "Guglielmus Abiosus de Montella" datata 9 maggio 1483, al più antica laurea rilasciata dall'Università di Napoli che si conservi. Imparentata con diverse famiglie nobili campane, tra cui i Capece Minutolo di San Valentino e i Mangoni di Santo Stefano, la famiglia si fregia del titolo baronale. Il Palazzo della famiglia si trova sulla piazza principale del paese.
- Boccuti: famiglia nobile di cui si ha notizia a Montella già nel XVI secolo con l'avvocato Scipione Boccuti
- Delli Bovi: tra le famiglie nobili del paese, giuristi per generazioni a partire dal XVI secolo con Benedetto Delli Bovi
- Bruni Roccia: famiglia nobile di Borgogna discesa in Italia al seguito di Re Renato d'Angiò (sec. XV) in persona di Richard de la Roche detto il Bruno. Ottenne diritti feudali in Montella e Cassano Irpino. Godette di giuspatronato in San Francesco a Folloni e nella Collegiata di Montella. Espresse condottieri, accademici e numerosi medici e giuristi tra cui Francesco, primo presidente di suprema corte di Cassazione. Nel XVI secolo realizzò l'omonimo Palazzo ancora oggi proprietà della famiglia.
- Capone: famiglia nobile risalente al sec. XII; espresse numerosi giuristi dalla fine del '400, incluso Giulio, professore in Napoli nel sec XVII; realizzò il Palazzo Capone andato perso con il Terremoto del 1980. Diede i natali al Senatore Filippo Capone, figura eminente del Risorgimento italiano, per poi estinguersi alla metà del secolo scorso.
- Cianciulli: presente a Montella già nel XVII secolo, diede i natali al marchese Michelangelo Cianciulli, Ministro della Giustizia del Regno e poi Reggente delle Due Sicilie. A Montella esiste ancora il Palazzo della famiglia nel rione S. Giovanni
- Gambone: ricca famiglia di giuristi fin dal XVI secolo, ad essa appartiene Luigi Gambone, nominato consigliere regio nel 1589
- Lepore: si ha notizia della famiglia già nel 1565 con Traiano, giunto a Montella da Napoli. Raggiunse il prestigio nel XVIII secolo, realizzando il Palazzo di famiglia dove fu ospite re Giuseppe Bonaparte
- Moscariello: presente a Montella dal XVI secolo, originaria di Nusco
- Palatucci: tra le più antiche, godeva del titolo baronale. Cesare Palatucci, barone di Montella, emigrò a Castagneto Cilento nel XVIII secolo
- Pascale: famiglia di medici; si ha notizia di un medico Bartolomeo Pascale, morto a Montella nel 1609. Il Palazzo Pascale è andato perduto con il Terremoto del 1980, quando il ramo principale della famiglia si era già estinto da decenni
- Scandone:originaria di Troia, il capostipite, Miale da Troia, detto "Il pazzo", combatté nella disfida di Barletta e ricevette da Carlo V il titolo di cavaliere. Ad insediarsi per primo a Montella fu il nipote Cesare, nel 1552, cambiando il nome della famiglia in Scandone, già soprannome della stessa
- Trevisani: famiglia nobile di notai e poi magistrati, realizzò l'omonimo Palazzo tra i più belli del paese, ancora oggi proprietà della famiglia
- Volpe: presente a Montella già nel '500 con Giovanni Volpe, che fu sindaco del paese nel 1546, di Pellegrino Volpe si conserva la laurea in Giurisprudenza datata 18 maggio 1685. Il palazzetto seicentesco della famiglia, sulla via del Corso, distrutto dal Terremoto del 1980, è stato ricostruito riutilizzando il portale originale con lo stemma della famiglia

### Dalle origini alla conquista romana

Montella nella Campania del X sec.

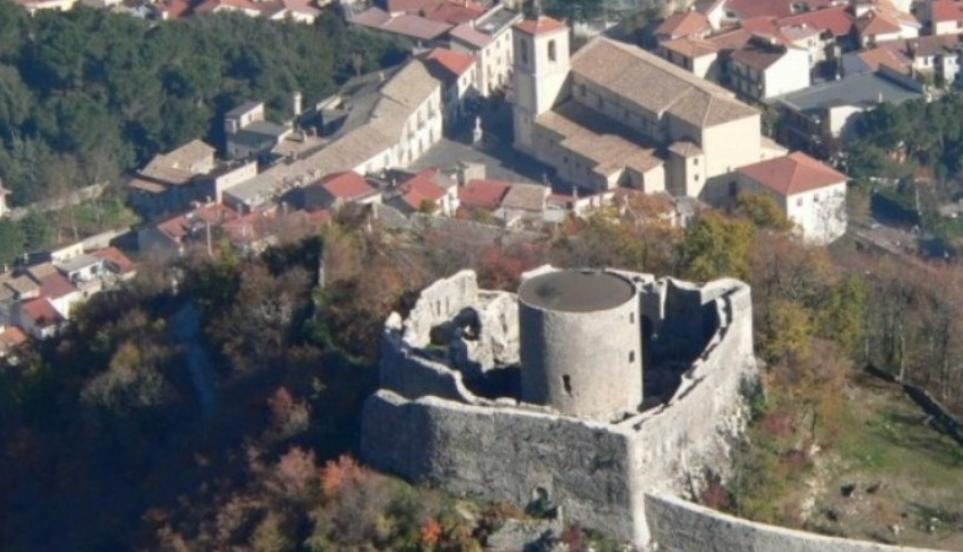
Il Castello del Monte, opera longobarda, e sullo sfondo la Chiesa Madre sulla destra e il palazzo Abiosi sulla sinistra

Il nome deriva da Monticulus o Montillus, da cui Montilla, Motilla e infine Montella. Deriva chiaramente da monte, nel senso di colle fortificato. Non sappiamo molto in merito ai primi abitanti della zona di Montella, ma il ritrovamento di reperti dell'età del bronzo fa pensare che la zona fosse già abitata nel III millennio a.C. Quello che è certo è che attorno al 500 a.C. circa alcune tribú sannitiche irpine si insediarono nella zona compresa tra il fiume Calore e il fiume Lacinolo. Di ciò si può esser certi poiché nella zona bassa dell'odierno abitato di Montella sono stati rinvenuti numerosi reperti databili dal 500 a.C. fino a tutto il periodo della dominazione romana, tra cui monete greche che testimoniano i rapporti commerciali delle tribù locali con le colonie della Magna Grecia.
Nel periodo immediatamente antecedente la conquista romana, le tribú irpine ebbero come loro punto di interesse religioso e militare il luogo che oggi viene denominato Montella piccola, che doveva essere un presidio militare realizzato con le tecniche proprie di quelle popolazioni: una semplice palizzata con al massimo dei contrafforti in terra battuta. Certo è da dire che il popolo dei Sanniti, di cui la tribú Irpina era parte, costruiva in alcuni casi anche strutture notevoli usando massicci blocchi di pietra bianca, ma nel territorio di Montella tali opere non ve ne sono, perciò si potrebbe convenire che il punto di interesse di Montella piccola sia stato munito di una protezione in terra battuta o argilla con palizzata di legno.
Gli Irpini, che insieme ai Pentri e ai Caudini erano parte importante della confederazione militare sannitica, combatterono contro i Romani nelle famose tre guerre sannitiche. Le legioni Romane ebbero il sopravvento e l'egemonia di Roma si estese su tutto il territorio interno della Campania.
Agli inizi del secolo scorso il rinvenimento di sepolture di epoca romana nella zona di Folloni e dei resti di una villa in località San Vito (di cui si sono perse poi le tracce), oltre al rinvenimento di numerosi reperti in zona Fontana (1978) e in altre località, quasi tutte portate nel giardino di Palazzo Capone e attualmente presso la sezione archeologica del Museo irpino di Avellino, servirono quali documenti storici circa l'epoca romana nel territorio montellese. Un cippo rinvenuto in località Chianola riporta i nomi dei magistrati che intorno al 130 a.C. eseguirono la divisione agraria della zona: Marco Fulvio Flacco, Gaio Papirio Carbone e Gaio Sempronio Gracco. Lo stesso cippo riporta l'indicazione del cardo e del decumano dell'insediamento romano.

### Medioevo

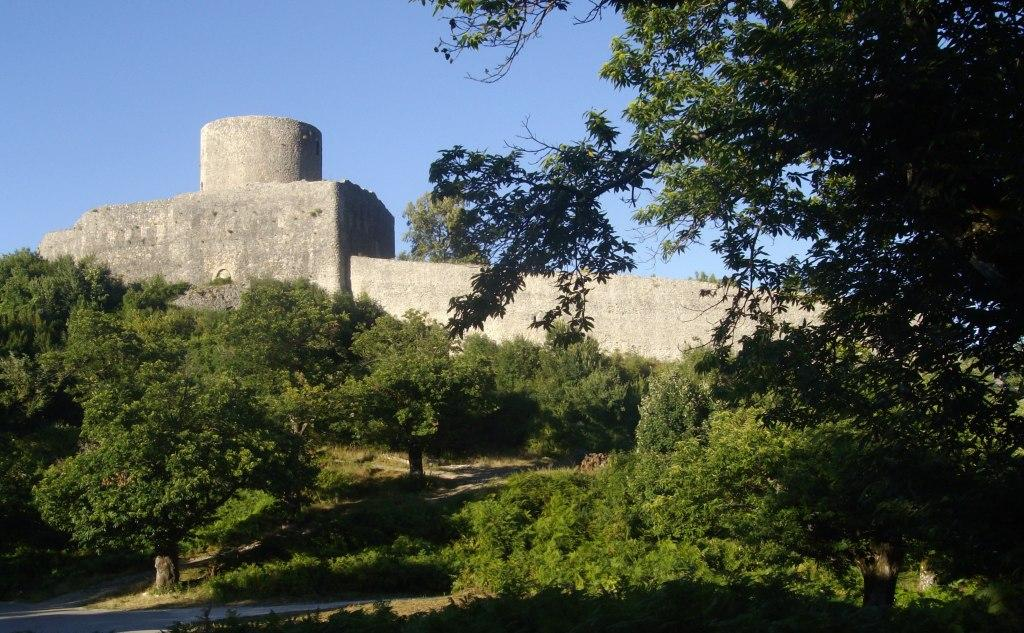
Castello del Monte (VI - XIII secolo)

In epoca longobarda Montella fu sede di un importante gastaldato, data la sua collocazione strategica tra il principato di Benevento e il principato di Salerno. Un notevole posto di guardia dell'epoca medievale era il Castello del Monte.
Prima menzione scritta di Montella potrebbe essere un giudicato del duca di Benevento Arechi II del 762 in curta nostra que vocatur Montella. Poiché però nel medesimo documento è presente anche la dicitura in nominata curte nostra Montellari si è anche ipotizzato che il reale riferimento documentale fosse a "Montellari" o "Montillaro" antico borgo medievale situato nella valle del Cervaro, a nord di Bovino.
Sotto la dominazione normanna e sveva Montella, diventata contea, fu feudo dei signori De Tivilla e poi dei d'Aquino (dal 1174 al 1293). Tommaso II d'Aquino era signore del feudo quando nel 1222 frate Francesco d'Assisi, durante il suo viaggio di ritorno dal Santuario di S. Michele Arcangelo del Gargano, si fermò nei pressi di Montella, nel bosco di Folloni; decise di lasciare in quel luogo alcuni frati affinché edificassero un dormitorio e convertissero con la loro missione i ladri che infestavano il bosco. Sorse così il monastero di San Francesco a Folloni che tutt'oggi partecipa in maniera attiva alla vita della comunità. Testimonianza di quel passaggio è l'affresco di Giotto nella Basilica superiore di Assisi che raffigura il miracolo de "la morta di Montemarano", paese vicino Montella.
Sotto il dominio angioino, il Castello del Monte divenne proprietà dei principi di Taranto. Carlo II d'Angiò fece del castello un suo luogo di ritiro, abbellendo il parco con fontane e piante.

### La dominazione aragonese: i Cavaniglia
Con l'arrivo degli Aragonesi Montella passò sotto il dominio dei conti Cavaniglia, venuti nel regno di Napoli dalla Spagna al seguito di Alfonso V. Il paese conobbe un periodo di splendore. Nel 1445 il castello del Monte ospitò una memorabile battuta di caccia cui prese parte re Alfonso il Magnanimo. Durante la signoria di Troiano I Cavaniglia, il palazzo di corte fu frequentato dagli accademici pontaniani, oltre che da pittori e intellettuali provenienti da diverse parti del regno.
Delle numerose testimonianze rimaste della signoria dei Cavaniglia la più importante è sicuramente il mausoleo di Don Diego I Cavaniglia, glorioso capitano, ferito a morte durante la battaglia contro i Turchi ad Otranto, opera di Jacopo della Pila.
Dopo i Cavaniglia, famiglia feudataria di Montella sono stati i De Tolfa. Nel 1613 il nobile genovese Antonio Grimaldi acquista il feudo di Montella per 47 400 ducati. Nel 1680 il feudo diventa proprietà del doge di Genova Francesco Maria Sauli, per poi passare definitivamente ai D'Oria. Ultimo feudatario di Montella fu il principe Marcantonio II D'Oria.

### Periodo borbonico e epoca contemporanea

Il Principe Umberto di Savoia al balcone del Municipio di Montella nel 1936

Ebbe un ruolo considerevole nel regno delle Due Sicilie nuovamente per la sua posizione di confine, tra il Principato Ultra e il Principato Citra. A Montella soggiornò Giuseppe Bonaparte di ritorno dalle Puglie, presso il Palazzo dei Lepore. Montellese era il marchese Michelangelo Cianciulli, ministro di grazia e giustizia e reggente delle Due Sicilie nella fase di passaggio dai Borbone all'occupazione francese.
Per Montella il lungo periodo feudale ebbe termine agli inizi del XIX secolo, proprio ad opera del Cianciulli, estensore, quale ministro della giustizia del Regno, delle leggi eversive della feudalità.
Durante la seconda guerra mondiale, la Piana del Dragone e gli  Altopiani di Verteglia, nel territorio montellese, sono punti strategici di grandi manovre militari. In quel periodo per più volte il principe ereditario Umberto di Savoia sarà ospite del convento di San Francesco a Folloni, cui rimarrà legato e a cui donerà la statua che ancora oggi si trova nella nicchia sul portale principale della chiesa. Nel 1936, Mussolini insieme a Vittorio Emanuele III passeranno per Montella per supervisionare le operazioni militari.

### Il terremoto dell'Irpinia
Montella come tutti i comuni dell'Irpinia fu gravemente colpita dal terremoto del 23 novembre 1980. L'epicentro della scossa, durata 80 secondi, fu a circa 23 chilometri di distanza, e si registrò una magnitudo sulla scala Richter di circa 6,5 (magnitudo momento 6,9) ed una intensità 8 sulla scala Mercalli. I morti montellesi furono quattordici, vasto il patrimonio edilizio, anche storico, gravemente danneggiato o irrimediabilmente distrutto. La ricostruzione si è protratta per tutti i successivi anni ottanta e novanta.

### Simboli

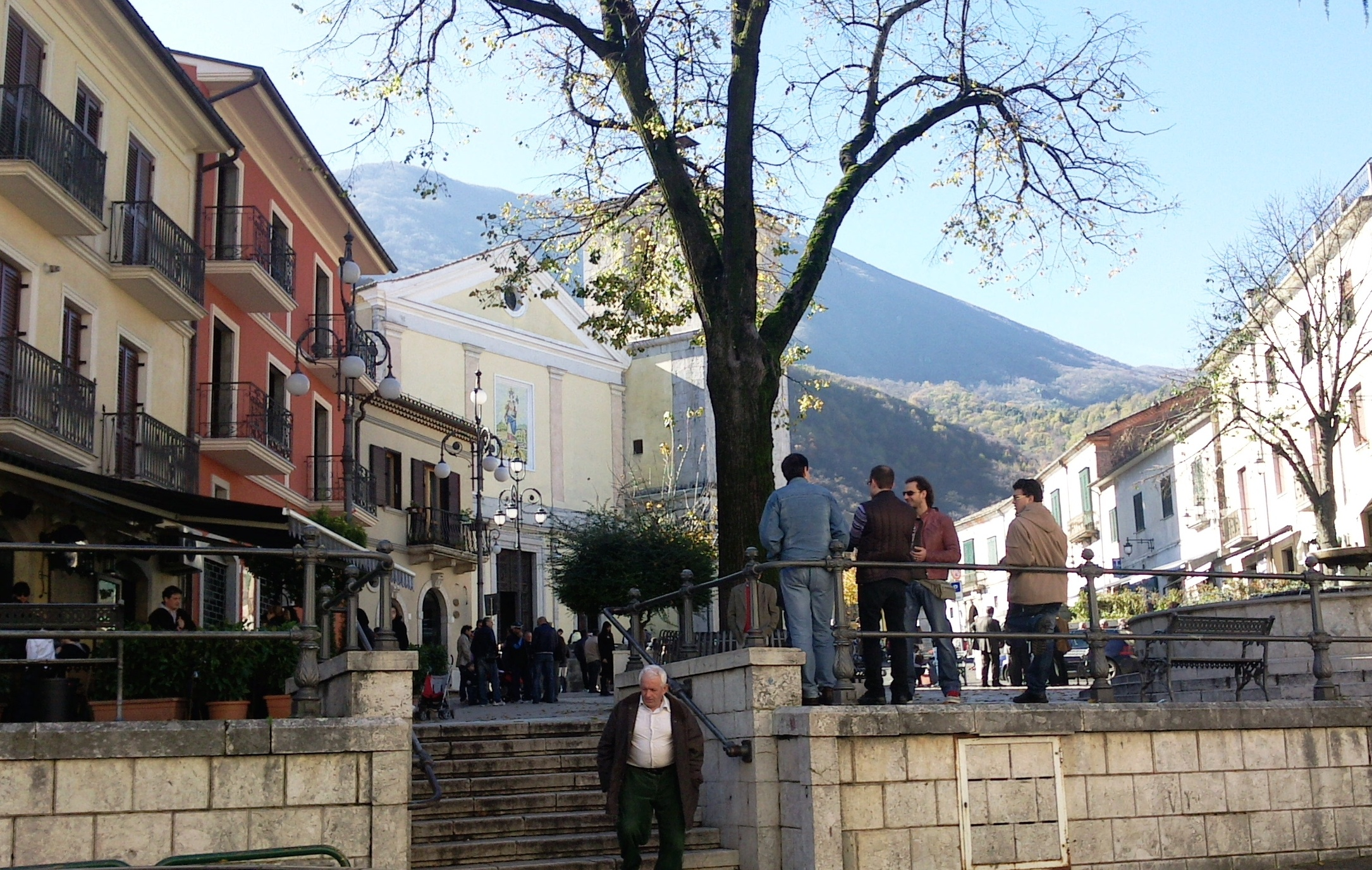
Piazza Bartoli. Sullo sfondo la chiesa di Santa Maria del Piano (XVI secolo)

#### Stemma, gonfalone e statuto
- Dallo statuto del comune si legge:

I monti in questione sono il San Martino, il Monte e il Torriello. Nell'atrio del primo piano del liceo scientifico Rinaldo d'Aquino, vengono ben evidenziati su un olio su tela a cura di Carmine Palatucci. Il dipinto è corredato di spiegazione e note storiche.
- Per il gonfalone:

- Lo statuto del comune è disponibile anche su internet e liberamente consultabile.[19]

## Monumenti e luoghi d'interesse

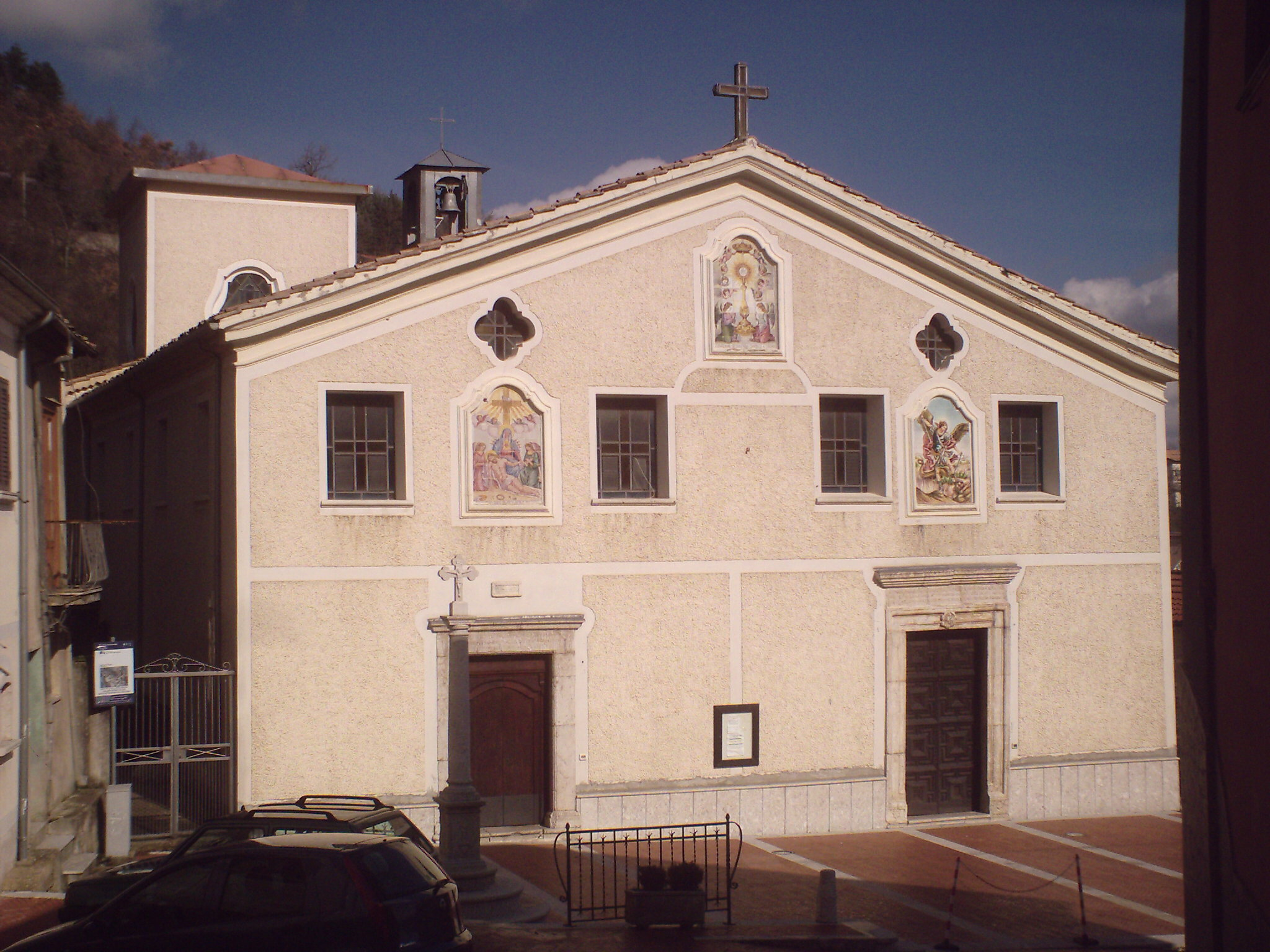
Le chiese gemelle di San Michele Arcangelo e Madonna Santissima Addolorata (XII - XVIII secolo)

### Architetture religiose
Sulla piazza principale del paese si affaccia la collegiata di Santa Maria del Piano, nota comunemente come la chiesa madre, realizzata tra il 1552 e il 1586. Di notevole valore storico artistico è l'ingresso principale dell'edificio religioso, costituito dalla maestosa porta lignea di noce scolpita e intagliata, opera realizzata dall'intagliatore locale Fabio Moscariello e databile al 1583; l'interno della collegiata si presenta a una navata con cappelle laterali; degni di nota sono il soffitto di cassettoni lignei ottagonali e la croce astile del 1457, opera di oreficeria angioina.
Ancora, da ricordare sono le chiese della Madonna della Libera, di San Nicola, di Santa Lucia, di Sant'Anna e le chiese gemelle di San Michele Arcangelo e Madonna Santissima Addolorata, sulla cui facciata è un'iscrizione alto medievale in caratteri gotici che testimonia la fondazione della chiesa entro il XII secolo.
Quasi ogni chiesa è associata ad una delle cosiddette congreghe dove si riuniscono le varie confraternite. Ad esempio, presso la chiesa madre si riunisce l'arciconfraternita di San Bernardino da Siena.

#### Convento di San Francesco a Folloni

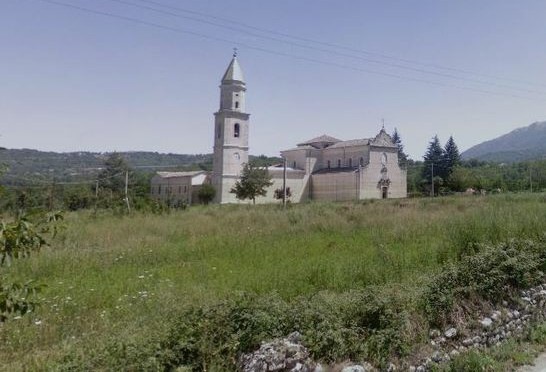
Il convento di San Francesco a Folloni (XIII-XVIII secolo)

Il convento di San Francesco a Folloni, dichiarato monumento nazionale, è il più importante monumento storico-artistico del paese. Il convento deve il suo nome al luogo dove fu fondato, a quanto sembra, dallo stesso san Francesco nel 1222 (il bosco di Folloni). Il primo documento scritto che accerta l'esistenza del convento è del 5 gennaio 1322: si tratta del rinnovo di un antico privilegio concesso ai frati dal principe di Taranto, Filippo I d'Angiò, e da sua moglie Caterina di Valois. Questo privilegio, consisteva nel permesso di poter pescare nel fiume Calore, attiguo al convento, poter fare legna nel bosco di Folloni, e poter macinare al mulino del paese. Altri privilegi ottenne il convento dalla regina Giovanna I nel 1374, privilegi che confermavano e accrescevano le concessioni benevolmente elargite dagli Angioini, suoi predecessori, a partire da Carlo I d'Angiò che, insediatosi sul trono di Napoli nel 1266, d'accordo con papa Clemente IV, restituì libertà agli ordini monastici. Come attestano i documenti d'archivio conservati nella biblioteca, la fabbrica diventò nei secoli sempre più imponente grazie ai benefici dei sovrani che si succedettero sul trono di Napoli e alla generosità dei feudatari. Imponente la trasformazione che il complesso visse soprattutto nel secolo XVI, cui sicuramente non fu estranea la famiglia Cavaniglia.

##### Il complesso

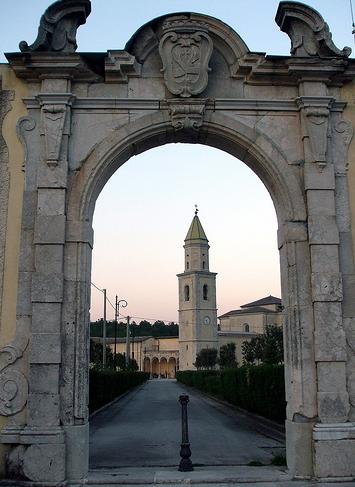
Il portale di accesso al Convento di San Francesco a Folloni

L'attuale complesso architettonico è frutto di un rinnovato intervento edilizio della metà del Settecento, reso necessario in seguito al terremoto del 1732. I lavori consistettero nella costruzione di una nuova chiesa in stile barocco-rococò, ruotata di circa 90º rispetto alla precedente e realizzata più alta di 180 cm. Della vecchia chiesa rimane l'abside, oggi cappella del Crocifisso, che difatti si trova ad un livello inferiore. Annesso alla chiesa è il campanile che conserva, assieme al porticato adiacente, l'impianto della seconda metà del XV secolo. Allo stesso programma edilizio appartiene il chiostro, interposto ai due ambienti precedenti, che ha occupato il luogo dell'antica chiesa, sin dal Trecento annessa al chiostro, oggetto della recente indagini di scavo. Tutta la restante parte della fabbrica è relativa agli spazi conventuali, insistenti anch'essi su aree frequentate già dalle prime comunità religiose. Fa parte del convento anche la camera da letto di re Umberto II di Savoia, più volte ospite dei frati durante la seconda guerra mondiale. All'interno della chiesa, si ammirano gli stucchi della metà del settecento del maestro Francesco Conforto; il pavimento maiolicato è datato 1750.
Nell'ala destra del transetto, la lastra tombale della contessa Margherita Orsini, datata 1521, e nella sacrestia, il monumento sepolcrale del marito di questa, Diego I Cavaniglia, conte di Montella dal 1477 al 1481, morto a Otranto nel combattimento contro i Turchi, opera di grande interesse artistico, realizzata dallo scultore Jacopo della Pila a fine XV secolo. Entrambi i monumenti funebri si trovavano già nell'antica chiesa quattrocentesca, e furono successivamente trasportati nella nuova chiesa.
Annessa al convento è la biblioteca. Istituita nel XV secolo, fu saccheggiata dopo la soppressione del convento in epoca borbonica. Ripristinata negli anni trenta del secolo scorso, conserva opere edite in Italia e all'estero dai primi del Cinquecento a tutto il Settecento. Conserva circa 20 000 volumi.

##### Gli scavi
Gli scavi iniziati dopo il terremoto del 1980 hanno portato alla luce i resti della chiesa tre-quattrocentesca, oltre a numerosi reperti. Tra questi, lo scheletro e le vesti funerarie del conte Cavaniglia, il cui sarcofago si trova nella sacrestia della chiesa. Tra le vesti ritrovate del conte, la giorneà, sorta di casacca che si portava sotto l'armatura, che rappresenta un unicum al mondo dato che non sono stati ad oggi rinvenuti indumenti simili ad essa.
Una campagna di scavi condotta tra il 2005 e il 2010 ha portato alla luce le strutture dell'antica chiesa e, sotto il livello del pavimento del chiostro, una necropoli medievale francescana. Unico esempio per il Mezzogiorno d'Italia, casi analoghi sono attestati soltanto in alcuni contesti, oggetto di scavo, in Italia settentrionale. I 22 corpi sono stati rinvenuti con le braccia incrociate sul petto e un cuscino di pietre.
Databili dal 1190 al 1550, alcuni resti potrebbero appartenere a quei frati che, insieme a Francesco d'Assisi, si misero in cammino per diffondere la regola francescana nelle terre di Puglia e che il santo decise di lasciare proprio a Montella, per fondarvi un convento. Sono in corso attualmente (2012) studi realizzati dall'Istituto Suor Orsola Benincasa, della University of Southern Denmark e della Duke University.

##### Gli indumenti funebri del conte Cavaniglia

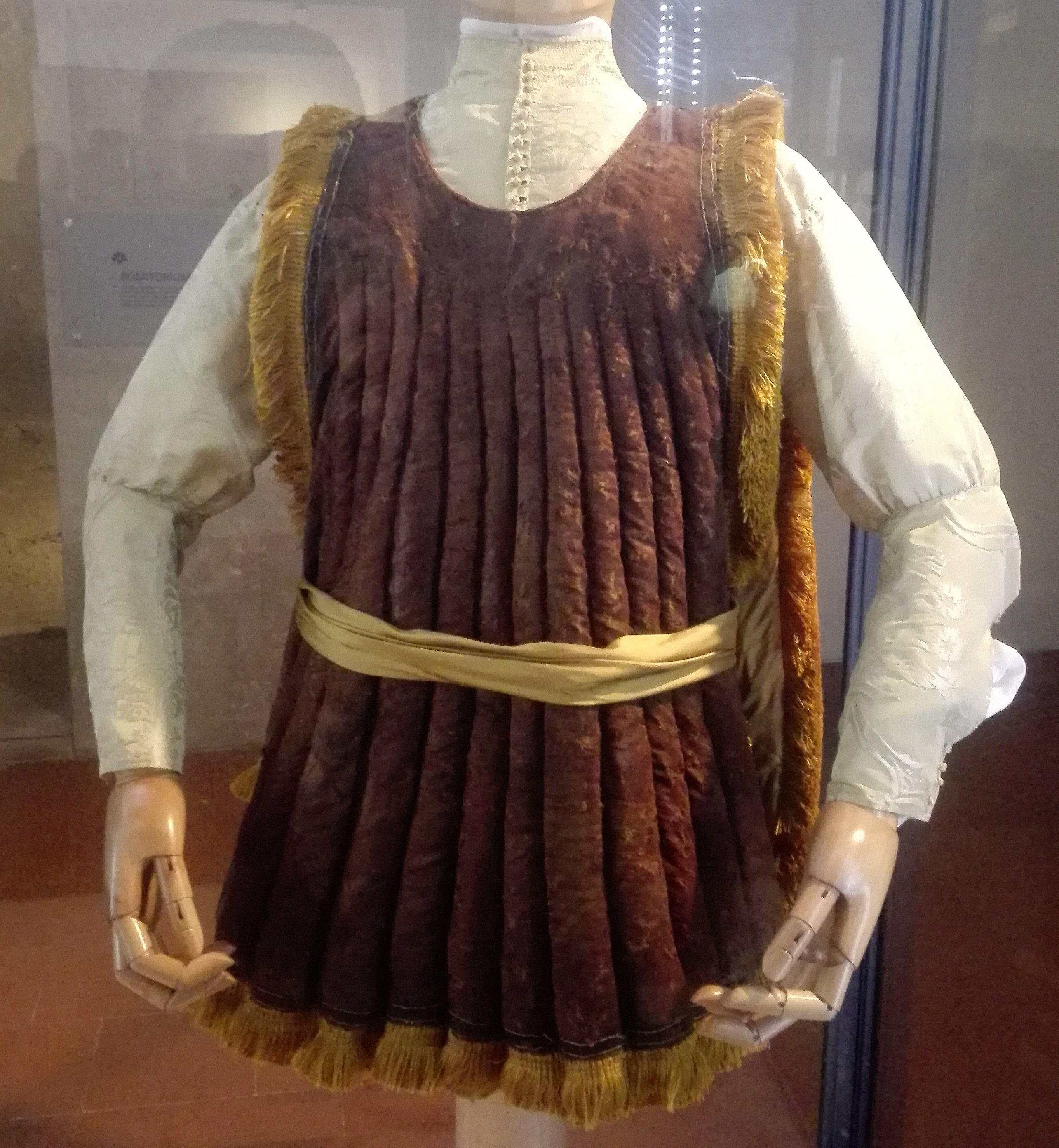
L'unico esemplare originale di giornea attualmente esistente, datato al 1480 e conservato presso il museo dell'Opera di San Francesco a Folloni a Montella

Nel febbraio del 2003 una indagine ricognitiva eseguita al basamento del monumento funebre di Diego Cavaniglia presso il convento ha riportato alla luce il corpo e le vesti del conte. Dell'abbigliamento del conte sono stati rinvenuti due soli indumenti: la giornea e il farsetto. Al momento del ritrovamento essi avevano la consistenza della carta per effetto della disidratazione e diversi tipi di alterazioni presenti su ogni singola parte. La scoperta ebbe rilievo internazionale, non essendo stati rinvenuti prima esemplari di giornea originali.
Il tessuto in raso di seta cremisi della giornea aveva in origine decorazioni in oro e argento e, molto probabilmente, un'applique sulla spalla destra che è stata strappata. Il farsetto, in damasco di seta, presenta la classica decorazione a pigna fiorita con maniche guarnite da asole per la fuoriuscita di nastrini decorativi. Alla pulizia iniziale, con acqua distillata e detergente neutro, e alla opportuna disinfestazione, è seguita l'operazione di fissaggio dei tessuti su supporto di crepeline e batista di cotone con punto posato e filato invisibile. Si è provveduto poi al rimontaggio dei singoli indumenti, attualmente esposti alla pubblica fruizione presso il museo dell'Opera di San Francesco a Folloni.

#### Santuario del Santissimo Salvatore

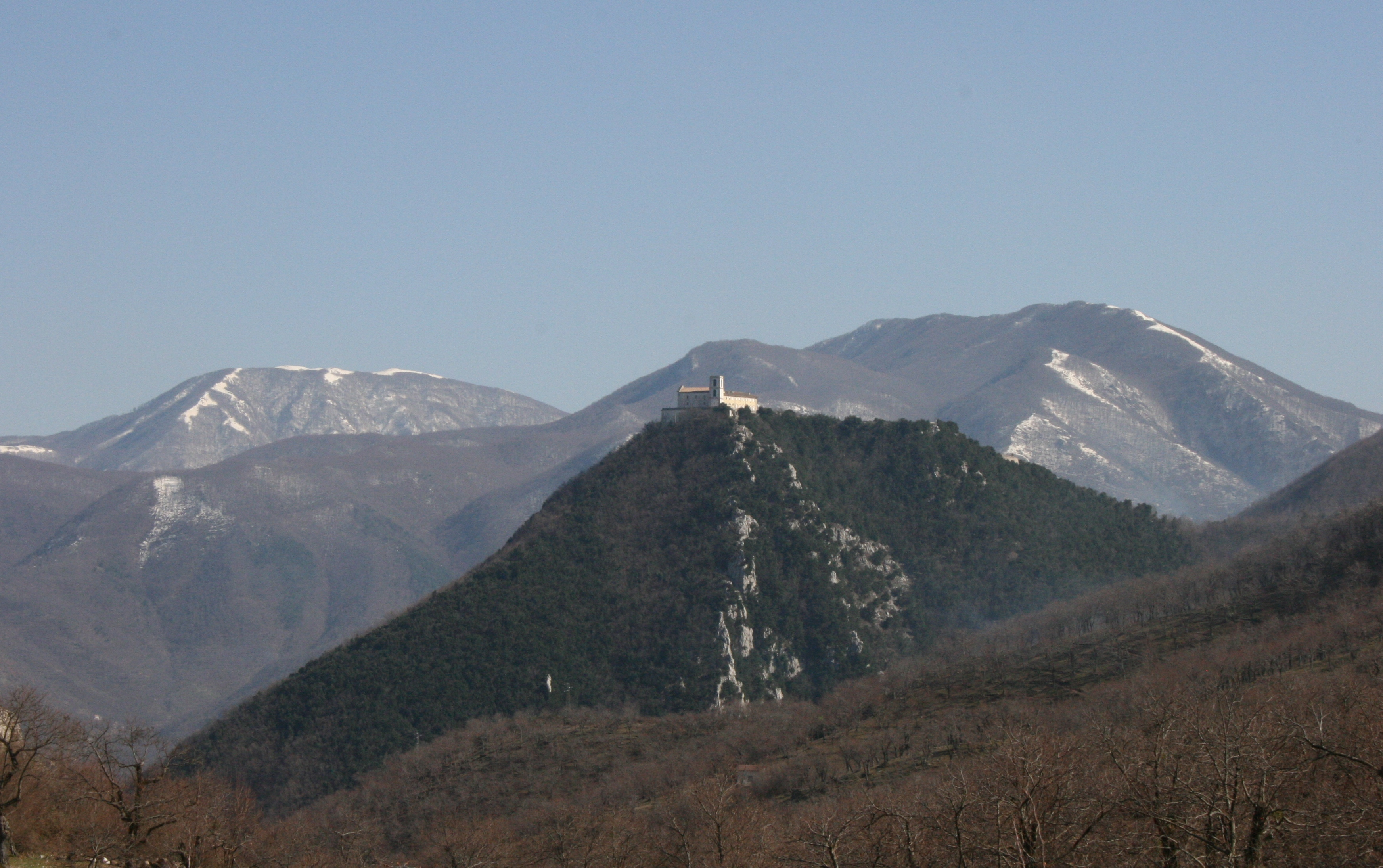
Santuario del S.S. Salvatore

Il Santuario del Santissimo Salvatore, sull'omonima montagna, è una meta che figura negli itinerari giubilari vaticani. Una scalinata in marmo di inizio novecento porta, tramite un cancello sulla sommità, allo spiazzale che circonda il Santuario e la Casa del Pellegrino.
Qui si trova il settecentesco pozzo dei miracoli, che ricorda il miracolo che sarebbe avvenuto nel 1779, quando secondo la leggenda improvvisamente si aprì una sorgente sulla sommità del monte. La chiesa, di impianto settecentesco, ma fortemente modificata dagli interventi realizzati negli anni sessanta-settanta con i contributi degli emigranti, è di modesto valore architettonico (riconducibile unicamente al particolare contesto). È a navata unica, con un all'ingresso tre porte di bronzo, delle quali le due laterali sono state realizzate dall'artista Antonio Manzi in occasione del giubileo del 2000. Di originale rimangono alcuni stucchi e l'altare settecentesco, in marmo policromo, su cui si trova la statua del Santissimo Salvatore, con la caratteristica veste rossa e blu, la corona d'oro e, nella mano destra, la sfera celeste. A sinistra dell'ingresso la targa che ricorda la visita al Santuario di Umberto di Savoia nel 1936.

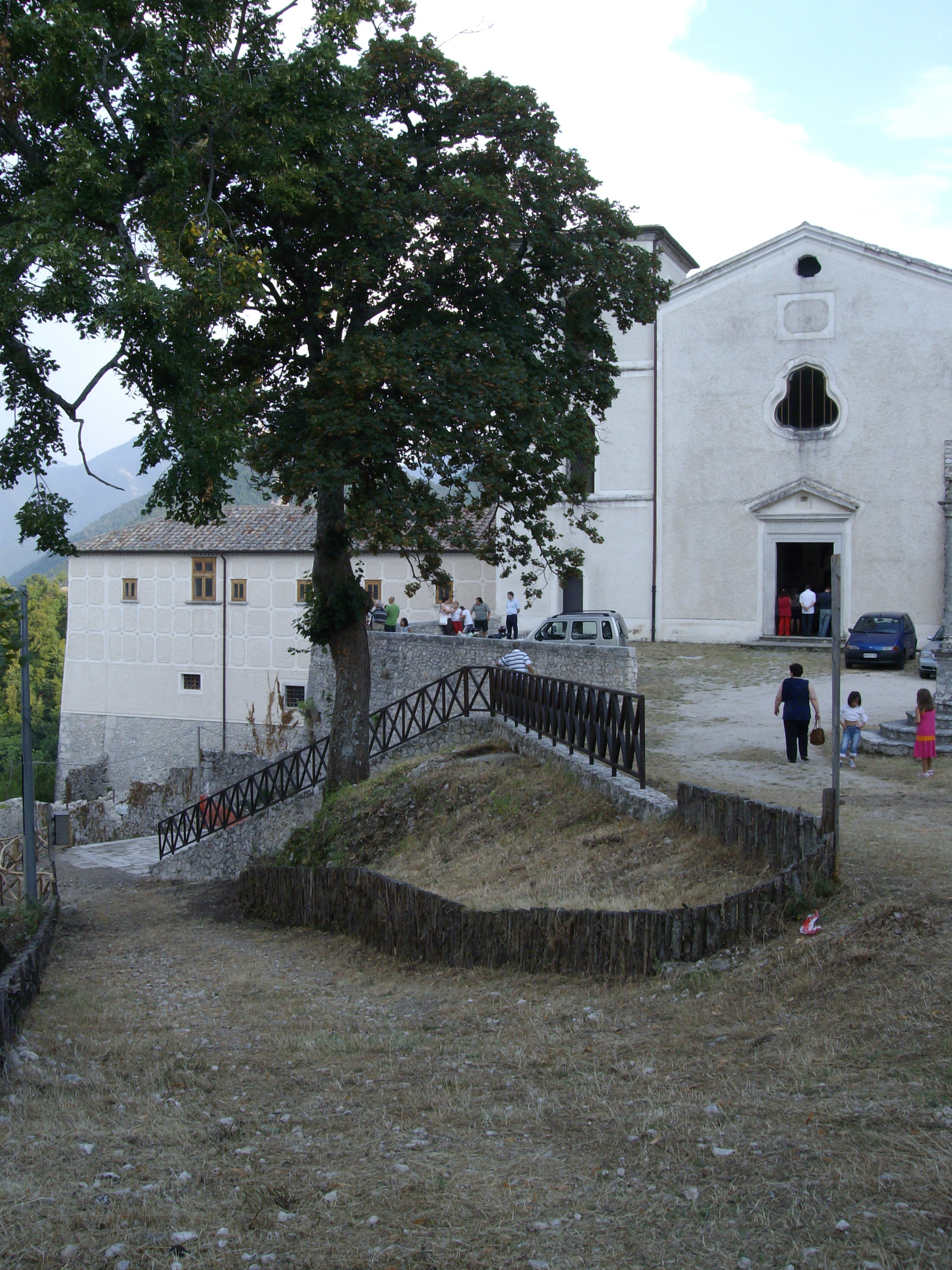
Santa Maria della Neve

#### Complesso del Monte
Il complesso del Monte comprende:

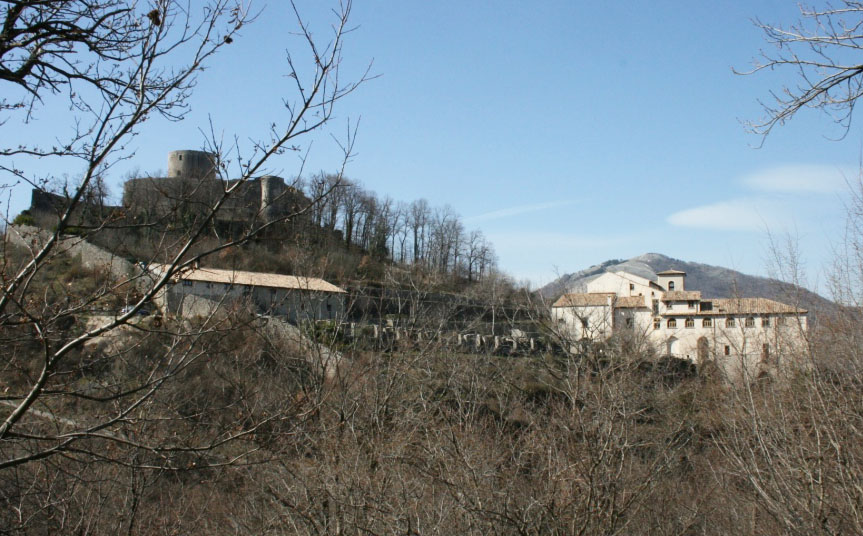
Il complesso del Monte: in basso, il Monastero, sulla sommità il Castello

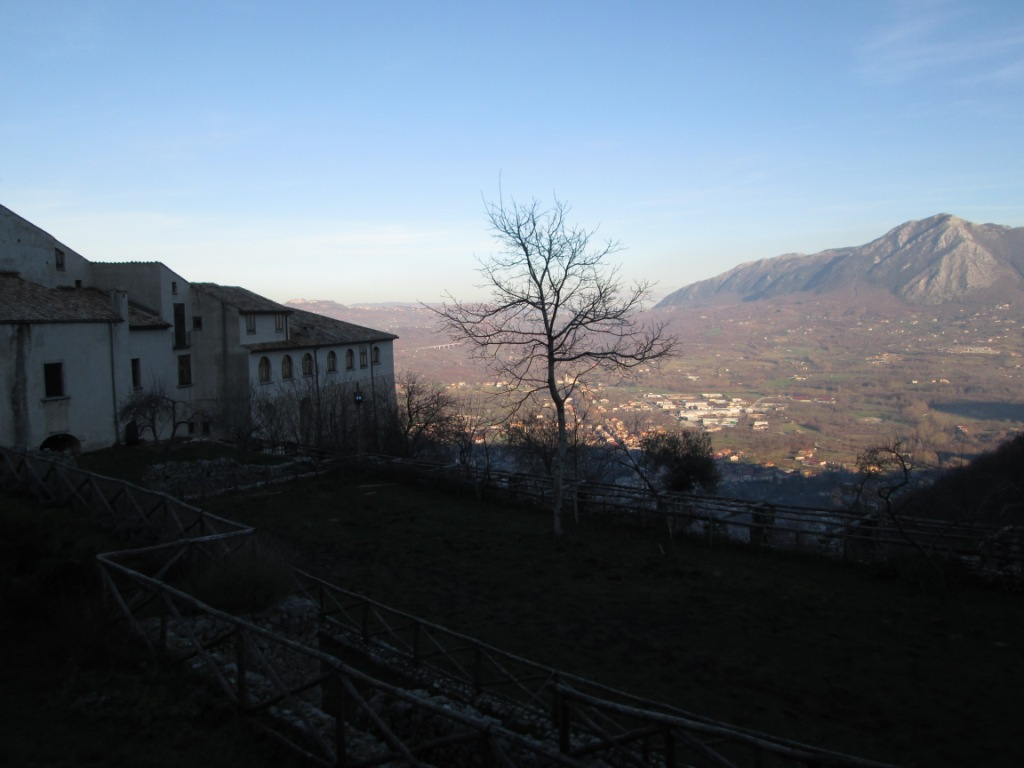
Il panorama sull'Alta Valle del Calore dal Monastero del Monte

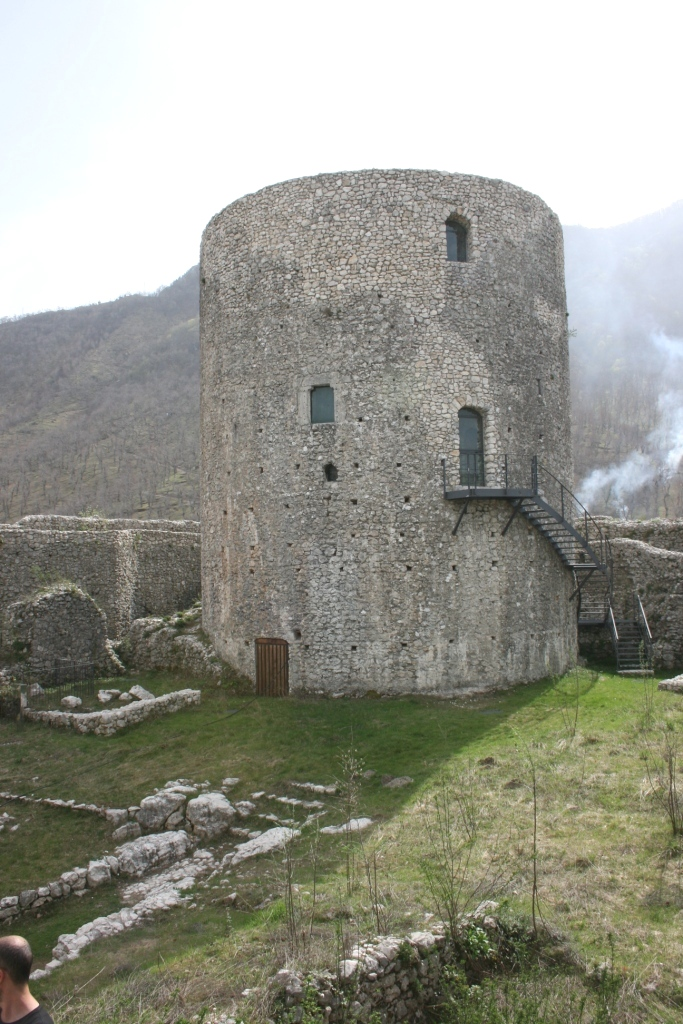
Il dongione del castello del Monte

- la Chiesa di Santa Maria della Neve (o del Monte);
- il Monastero del Monte;
- il Castello Longobardo con l'annessa area murata.

Di grande interesse storico è il sito del castello Normanno del X secolo con l'insediamento adiacente risalente al VI-VII secolo. Gli scavi condotti negli anni ottanta hanno riportato alla luce reperti di epoca longobarda e alto-medievale, tra cui monete e frammenti di affreschi, oltre a sepolture riconducibili allo stesso periodo. Sono oggi visibili il corpo centrale, il donjon, le mura di cinta e i ruderi delle stanze della nobiltà. Nel 1293 Carlo II d'Angiò confiscò il castello per farne luogo di svago. A Re Carlo II si deve la realizzazione della cisterna e del sistema di canalizzazione delle acque.
Nel XIV secolo, per volere dei d'Aquino, feudatari di Montella, vennero rinnovate la torre del XII secolo e si realizzarono opere di miglioramento del palazzo, con la realizzazione delle decorazioni pittoriche. Il Castello fu abitato dai Conti Cavaniglia nel XV secolo, e durante la loro signoria ospitò nel 1445 una memorabile battuta di caccia cui prese parte il Re Alfonso il Magnanimo. Venne abbandonato definitivamente nel corso del XVI secolo, con il trasferimento degli ultimi abitanti e la realizzazione del nuovo Palazzo di corte a valle.
La chiesa è ad una sola navata con altari minori in legno con pale lignee; tra queste, quella raffigurante la "Madonna dell'umiltà" del XIV secolo.
Il monastero è stato edificato tra il 1554 e il 1586 sulla preesistente Chiesa al Monte di Pietà, a 760 m di altezza, in una zona dove la cinta muraria ed il castello ne confermano la presenza in epoca longobarda. Fu affidato ai Minimi Conventuali Riformati di S. Francesco sostituiti nel 1603 dagli Osservanti riformati. Nel 1613 nel convento viveva una comunità di 12 padri e di parecchi fratelli laici. Il feudatario Antonio Grimaldi, nel 1642, donò al Monte di Pietà il giardino adiacente al convento, già dipendenza del castello. Ha subito nei secoli diverse modifiche: la struttura è a pianta quadrata e con il tipico chiostro con volte a crociera affrescate nel XVII secolo da Michele Ricciardi. Interamente recuperato e reso fruibile, i piani più alti saranno destinati a ritiri spirituali, rimanendo comunque possibile visitare le celle. I locali inferiori, dove si svolgeva la vita dei frati, sono visitabili per intero usufruendo dei percorsi predisposti dalla sovrintendenza ai beni culturali anche per mezzo di pannelli illustrativi presenti in ogni area. Il vecchio orto del convento si trova nello spiazzale adiacente al castello; è stato recuperato e vi sono state piantate le stesse colture dell'epoca medioevale che davano sostentamento ai monaci.

### Architetture civili

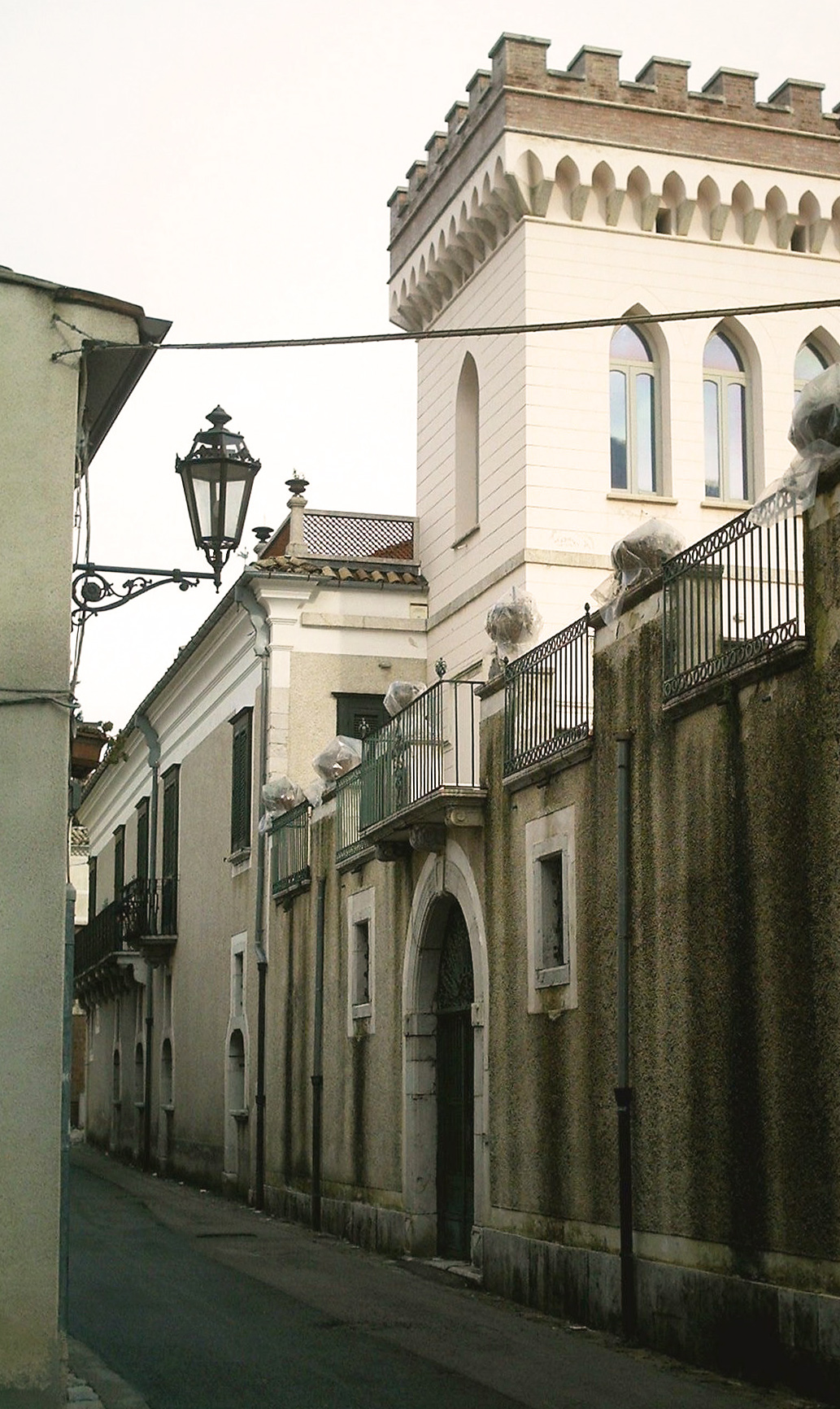
Palazzo Bruni Roccia, sec. XVI-XVIII

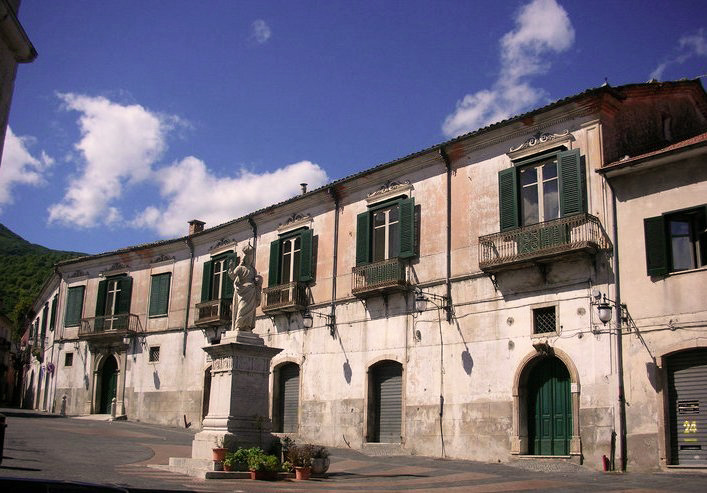
Facciata di Palazzo Abiosi, sec. XV - XIX

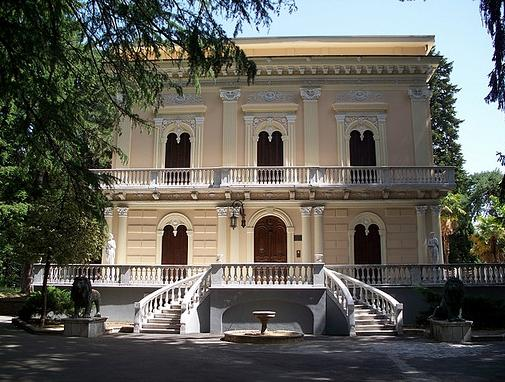
Villa Elena, 1899-1900

Il Palazzetto della famiglia Volpe in una foto degli anni '50

#### I palazzi signorili
Sulla piazza principale è di gran pregio il Palazzo Abiosi, proprietà della omonima famiglia baronale, con l'annesso parco di oltre 10000 m², esempio di giardino all'italiana di cui si ha notizia già nel XV secolo. Più volte risistemato e ingrandito, conserva l'originale impianto articolato intorno a due corti-patii, con le botteghe che danno sulla piazza e gli appartamenti nobili al primo piano, è emblematico della tipologia della "casa a corte" prevalente nel Sud Italia fino alla prima metà del XX secolo.
Nel rione Garzano, nella parte alta di Montella, è da ricordare il Palazzo Bruni Roccia della prima metà del XVI secolo e ingrandito nel XVIII secolo. Al palazzo sono annessi un giardino nella tradizione del modello formale ed un ampio parco di 21000 m². Il profondo restauro ha valorizzato l'impianto originale.
Di fronte, sorge il Palazzo della famiglia Capone, quasi interamente ricostruito dopo il terremoto del 1980, ora sede del Teatro Adele Solimene.
Nel rione Serra, si trova la settecentesca Villa Trevisani e a poca distanza la casa Carfagni, costruita sulle mura di epoca medievale; nello stesso rione, sulla sommità, sono visibili i resti del Palazzo Virnicchi, che sembra abbia dato i natali al poeta Rinaldo d'Aquino nel 1221 e che ingloba al suo interno i resti di una torre di probabile epoca saracena. Nel rione Sorbo è architettonicamente rilevante il Palazzo Coscia, anch'esso sette-ottocentesco ma di impianto precedente.
Il terremoto del 1980 ha completamente distrutto gli storici palazzi delle famiglie Boccuti e Lepore, quest'ultimo ricordato soprattutto per aver ospitato per una notte Giuseppe Bonaparte di passaggio verso Napoli.
Sulla via del Corso si trova Villa Elena, costruita in stile vagamente Liberty tra il 1899 e il 1900, su progetto dell'architetto montellese attivo negli USA Angelo Moscariello, per volere del ricco emigrante Celestino De Marco e della moglie Elena O'Connor al ritorno in patria e circondata da un ampio parco aperto al pubblico. Di notevole interesse nella villa gli arredi e i soffitti a cassettoni opera dell'ebanista Felice Cianciulli.
Sempre su via del Corso si trovava il palazzetto seicentesco della famiglia Volpe, anch'esso distrutto dal terremoto del 1980, di cui si conservano ancora il portale con lo stemma della famiglia e le ringhiere in ferro battuto riutilizzati nell'edificio costruito al suo posto. A poca distanza nel 1937 viene realizzato Palazzo Gambone, dall'allora podestà, interessante rilettura dell'architettura fascista dello stile floreale.
Ogni casale aveva dunque il suo palazzo nobiliare (e le sue famiglie più influenti) e le sue chiese; di fatto, fino agli anni cinquanta, Montella era costituita da rioni separati da zone verdi; zone che, con il boom edilizio degli anni sessanta-settanta, sono state edificate, unendo i diversi agglomerati esistenti e facendo del paese un unico agglomerato urbano.

#### La nuova Casa comunale

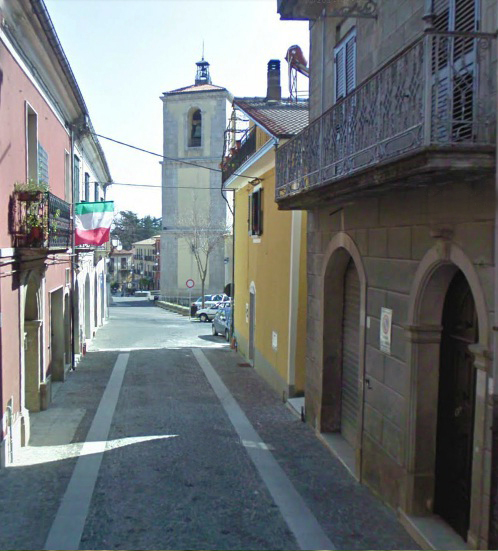
Una stradina del centro storico sbuca sulla piazza principale. Sullo sfondo il campanile della chiesa di Santa Maria del Piano

Nel 1989 viene bandito il concorso per la realizzazione della Casa comunale, dopo il crollo della sede originaria a seguito del terremoto del 1980. Realizzata in lotti successivi a partire dal 1999 su progetto dell'architetto Donatella Mazzoleni, è stata oggetto di diverse pubblicazioni su giornali specialistici. Costituita da più edifici con funzioni differenti (uffici pubblici, servizi sociali, teatro all'aperto, sala consiliare, giardino cosmologico) disposti intorno ad una piazza-fulcro, in un articolo della rivista 'ANANKE è stata definita come "un paradigma di ciò che la ricostruzione post-sisma del 1980 in Irpina doveva essere e non è stata".

### Aree naturali
Montella, parte del parco regionale dei Monti Picentini e sede della comunità montana Terminio Cervialto, è stata scelta da quest'ultima per ospitare il Centro recupero rapaci "Assunta Capone", che da circa venti anni cura molte specie in pericolo. Oltre alla cura e conservazione dell'avifauna (un esempio è la ripopolazione della poiana), il Centro si occupa anche di rettili e anfibi, nonché organizza lezioni per gli alunni delle scuole della provincia sui temi delle scienze naturali, della conservazione e della valorizzazione del patrimonio naturalistico locale.
Meta di turisti sono gli altipiani di Verteglia (presso il Monte Terminio), ricchi di percorsi naturalistici con sentieri per il trekking, l'MTB, l'equitazione, ma anche liberi tracciati per lo sci alpino e sci di fondo che coinvolgono una ristretta nicchia di turismo, più ricercata e meno massificata della vicina stazione sciistica del Laceno.

## Società

### Evoluzione demografica
Abitanti censiti

### Lingue e dialetti
Accanto alla lingua italiana, a Montella è in uso una varietà del dialetto irpino.

## Cultura

### Arte

#### Biennale d'Irpinia
Dal 2020 si svolge a Montella la "Biennale d'Irpinia", mostra d'arte contemporanea che porta nel paese artisti contemporanei italiani ed europei selezionati su base competitiva da una giuria.

### Cucina

#### Castagna di Montella

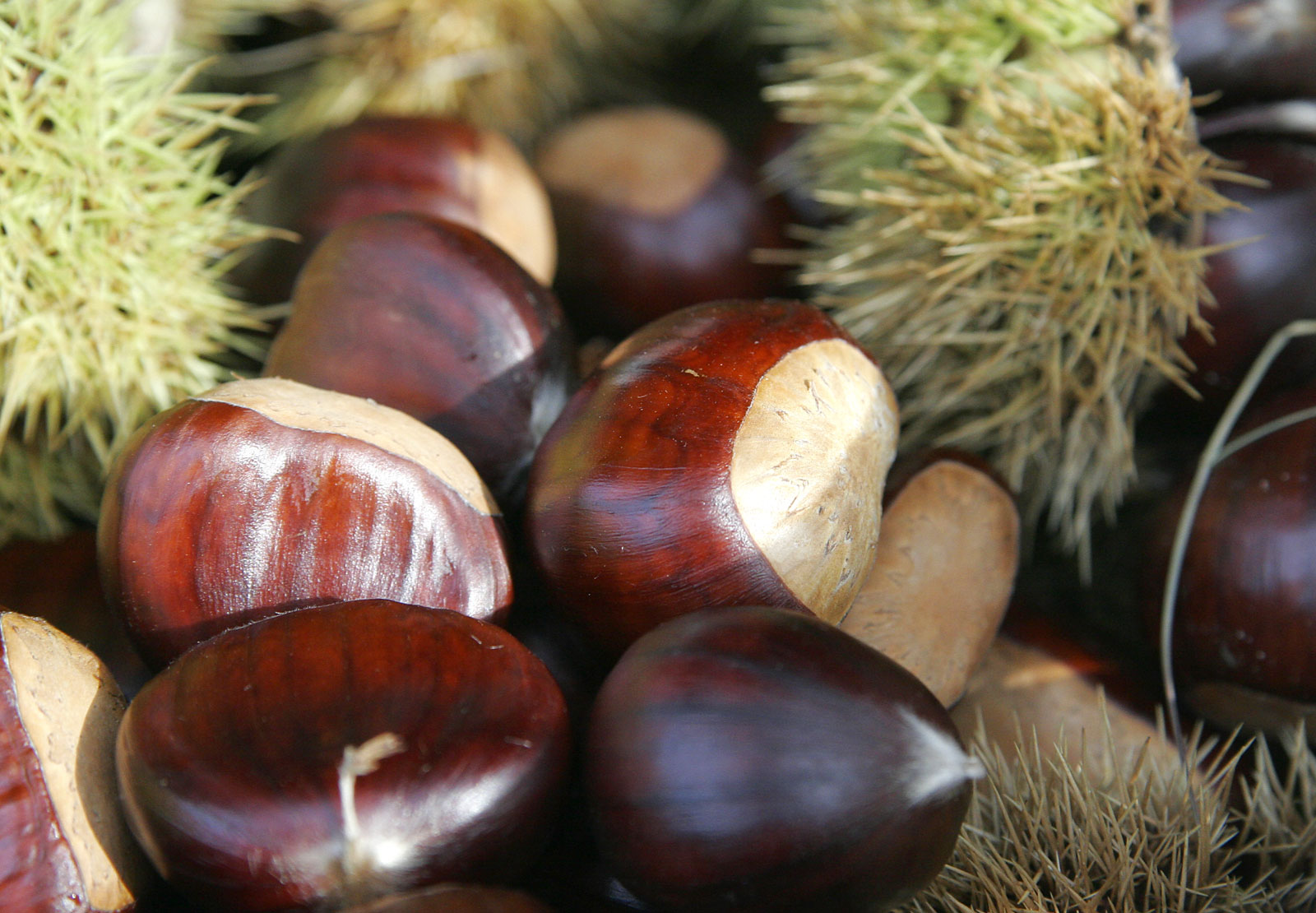
La castagna di Montella

Il comune di Montella è noto per la produzione della castagna di Montella, riconosciuta con marchio DOC nel 1987 e IGP nel 1997. La coltivazione della castagna nel territorio montellese è documentata fin dall'Alto Medioevo. A impegnarsi per primo ai fini del riconoscimento del marchio DOC per la castagna di Montella fu il barone Gennaro Abiosi. La castagna di Montella già nel 1987 ottiene, primo caso in Italia di prodotto ortofrutticolo, il riconoscimento della denominazione di origine controllata. Bisogna considerare anche tutti i prodotti derivati dalla lavorazione della castagna, dai dolci di castagne ai marron glacé, passando per le tipiche castagne del prete.
Bollite con la buccia e mangiate calde, le castagne vengono dette valani. Le caldarroste sono invece dette varole. Le secche bianche (pistate) vengono spesso consumate in zuppa con i fagioli.
A partire dal 2008 i castagneti hanno subito un netto calo di produttività dovuta alla comparsa del cinipide galligeno del castagno, Dryocosmus kuriphilus, proveniente dalla Cina e apparso in Italia negli anni duemila. Si tratta di una piccola vespa le cui larve provocano la formazione di galle che riducono l'attività fotosintetica della pianta, portandola al deperimento.Considerata anche la difficoltà di combatterne la diffusione con fitofarmaci, sono stati attivati dei progetti di lotta biologica.

#### Produzione casearia
I latticini sono un prodotto tipico del paese. Il latte più usato è quello vaccino, ma non è difficile trovare prodotti derivati dal latte di pecora o di capra. Si trovano formaggi grassi e non, come pure freschi e stagionati.
- Il caciocavallo (provolone): meglio conosciuto come "podolico" (poiché prodotto con il latte della mucca podolica), il provolone presenta la classica forma sferica.
- La ricotta di Montella: viene prodotta vaccina o pecorina, ma la prima è più diffusa. La ricotta fresca viene venduta nelle foscelle che una volta erano fatte a mano, di giunchi. Viene largamente usata nella preparazione della pasta ripiena, ma anche nei dolci. Salata ed essiccata (recotta secca) è molto utilizzata da grattugiare sulla pasta. Oggi vengono prodotte ricotte con il nome di Montella in diverse regioni d'Italia.
- Il fior di latte: è un formaggio fresco rigorosamente di latte vaccino, e non ha bisogno di essere conservato in acqua e caglio.
- I burrini: quando non esistevano le confezioni di plastica, a Montella il burro veniva venduto in questa forma. Sono piccoli caciocavalli che all'interno racchiudono una sfera di burro.
- La scamorza: altro prodotto caseario e tipico della zona.

##### Il caciocavallo impiccato
Tipica di Montella è una particolare tecnica di cottura del Caciocavallo podolico che ha avuto una larga diffusione in tutta la zona. Il Caciocavallo viene sospeso sulla brace ardente fino a fondersi, e il prodotto fuso viene spalmato su una fetta di pane. Da qui il nome "Caciocavallo impiccato".

#### La pasta
Tipici formati di pasta sono le stése, sorta di linguine cotte con i ceci, e i cecaluccoli, simili ai cavatelli.

#### La carne
La principale qualità di carne utilizzata nella tradizione è quella di suino. Diverse famiglie usano ancora allevare e macellare il maiale in proprio. Ogni parte viene usata, e qui le ricette si perdono nel tempo. Una delle più antiche è carne, patate e peperoni cotti in forno a legna. Tipica ricetta di carne sono i mogliarielli, involtini di intestino ripieni di cotenna e varie spezie cucinati in salsa di pomodoro.

#### Le verdure, i legumi, i contorni e le zuppe
Verdure della tradizione montellese sono la cicoria, erbacea spontanea raccolta in campagna, e la bieta, utilizzata come ripieno per la focaccia (pizza co' ra ghieta). La minestra viene spesso accompagnata dai fagioli e dal cotechino o altro insaccato a realizzare la cosiddetta minestra 'maretata. Altra ricetta tipica è la 'ndrittuglia, composta di fave, fagioli, mais, lenticchie e ceci. Ognuno degli ingredienti viene cotto singolarmente, e poi vengono uniti.
Molto utilizzato nella cucina tradizionale l'origano (pilieo), del quale esiste una forte tradizione di raccolta.

#### I funghi e il tartufo

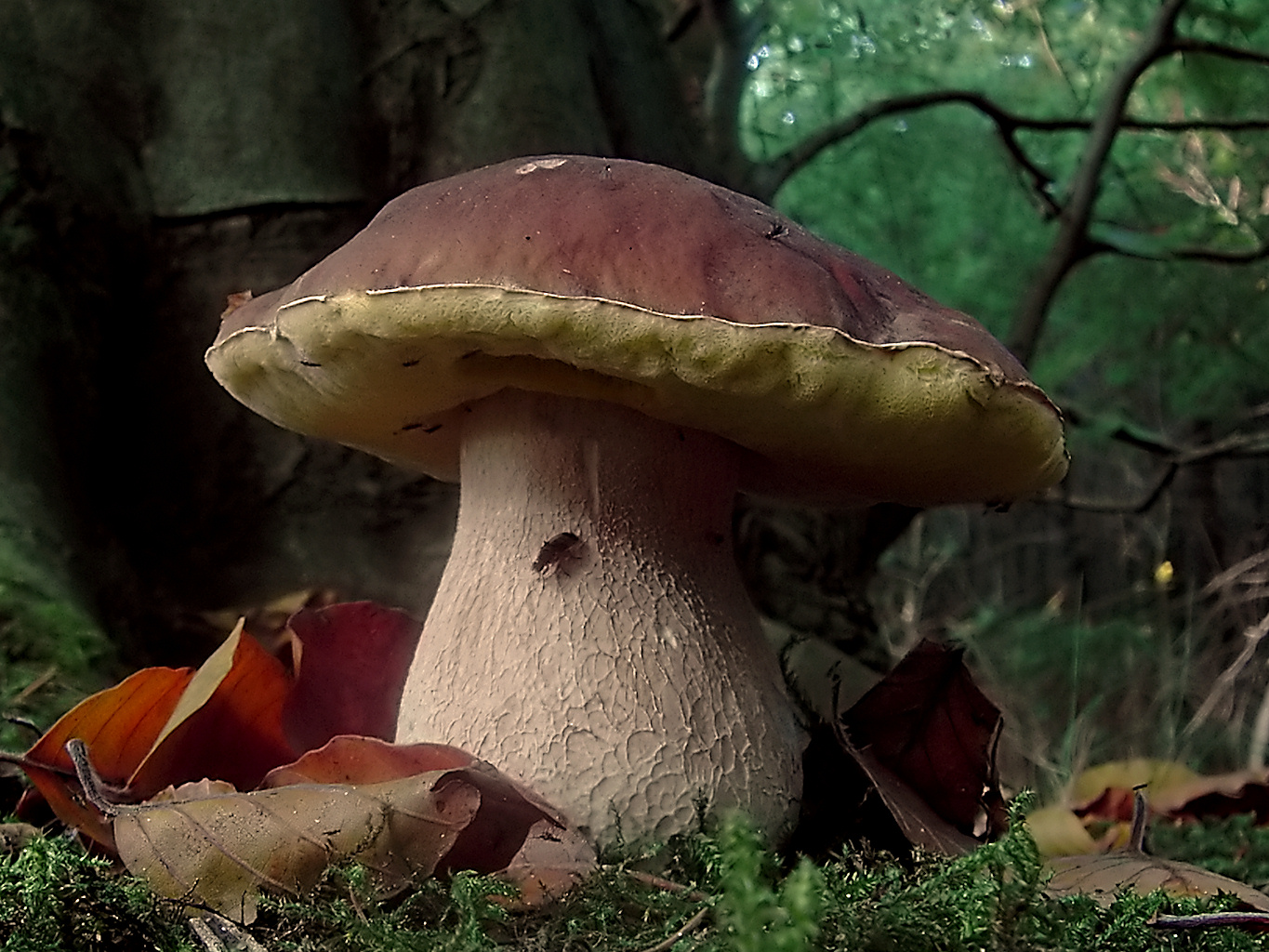
Il porcino, in montellese munito

Forte la tradizione della raccolta dei funghi. Il più pregiato è il munito (porcino), ma nella tradizione si raccolgono anche gallineddre (galluzzi), pieschi (lattaioli), fongelle (morette), conocchie (mazze di tamburo), viruoli (ovuli). Diffuso anche il tartufo nero.

#### Pizza e rustici
La pizza, classica e cotta in forno a legna, è molto alta e condita con pomodoro, origano e parmigiano. I rustici e le torte salate si trovano spesso ripieni di salame o pancetta. Tipica della tradizione la pizza con le bietole (pizza cò re ghiete), focaccia ripiena di biete, alici e pinoli.
La pizza gialla, e la pizza a lo chingo vengono ancora oggi preparate anche se la loro tradizione si perde nei secoli. Tipico piatto invernale, una sorta di polenta condita con cigole e saleme, ovviamente cotta nel forno a legna.

#### La frutta
Varietà di frutta tipiche della zona sono, oltre alle castagne IGP, le mele annurche, le pere mast'Antonio, le nocciole e le noci.

## Economia

### Industria
La zona industriale di Montella è ubicata in una vasta area pianeggiante tra l'abitato e il convento di San Francesco a Folloni. Vi si sono insediate diverse industrie: conserviere, dolciarie, lavorazione del legno, restauro, lavorazione lamiere. Numerose le aziende dedicate alla lavorazione e trasformazione della castagna di Montella. Importante è anche l'allevamento e l'industria casearia è ben sviluppata.
Importante anche l'industria boschiva con produzione di legna e legnami, soprattutto castagno e faggio.

## Infrastrutture e trasporti

### Strade
Montella è servita dalla strada statale 7 che consente i collegamenti con Avellino da un lato e con Lioni, Contursi e Melfi dall'altro.
Le altre strade che attraversano il territorio comunale sono:
- l'ex strada statale 164 delle Croci di Acerno
- l'ex strada statale 368 del Lago Laceno
- l'ex strada statale 574 del Monte Terminio
- la strada provinciale 43: dalla ex SS 164, per San Francesco a Folloni, alla ex SS 368 (km 2,769).
- la strada provinciale 95: dalla ex SS 368 allo scalo ferroviario di Montella (km 0,234).
- la strada provinciale 143: da Bagnoli Irpino all'ex strada statale 164 delle Croci di Acerno (km 5,920).
- la strada provinciale 152 1º tratto: dalla ex SS 574 (Cruci di Montella) alla SP 108 (Volturara Irpina) (km 9,292).
- la strada provinciale 152 2º tratto: dalla ex SS 368 (Montella) al Santuario S.S. Salvatore (km 6,327).
- la strada provinciale 158: dallo scalo ferroviario di Montella per il bivio della ex SS 164 alla frazione Gargano (km 1,800).

### Ferrovie

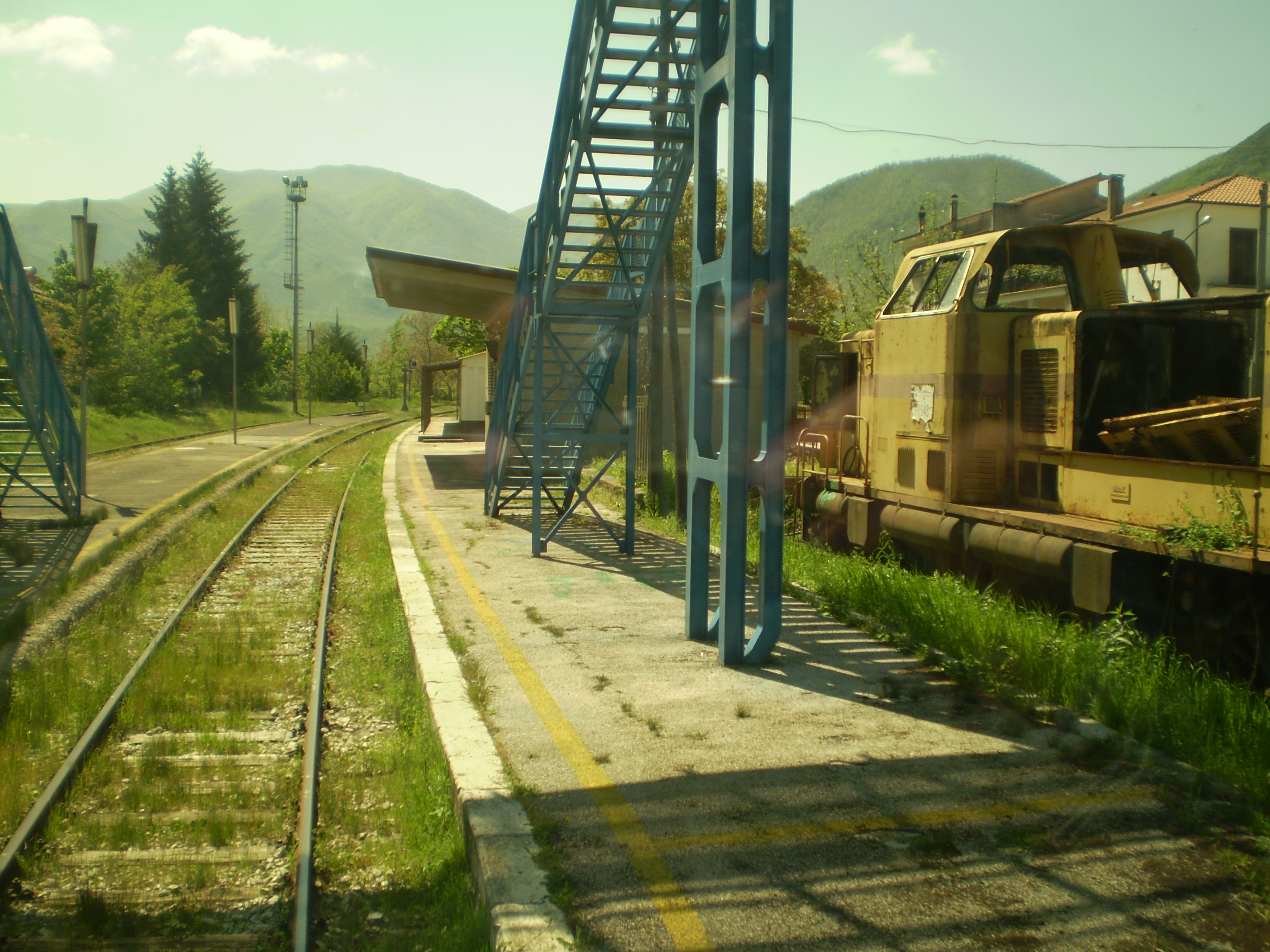
Stazione di Montella

La stazione di Montella si trova sulla ferrovia Avellino-Rocchetta Sant'Antonio, linea risalente agli ultimi anni del 1800 e chiusa al regolare esercizio dal 2010. Era servita da diversi convogli al giorno e da un collegamento diretto con Salerno. La stazione ferroviaria è stata riaperta a fini turistici dal 3 novembre 2017.

### Mobilità urbana
La cittadina è collegata ad Avellino con frequenti corse di linea AIR.

## Amministrazione

### Sindaci
| Periodo | Periodo   | Primo cittadino      | Partito              | Carica  | Note |
| ------- | --------- | -------------------- | -------------------- | ------- | ---- |
| 1993    | 1996      | Fernando Chiaradonna | Democrazia Cristiana | Sindaco |      |
| 1996    | 2000      | Bruno Fierro         | PDS                  | Sindaco |      |
| 2000    | 2005      | Bruno Fierro         | centrosinistra       | Sindaco |      |
| 2005    | 2009      | Salvatore Vestuto    | centrosinistra       | Sindaco |      |
| 2009    | 2019      | Ferruccio Capone     | lista civica         | Sindaco |      |
| 2019    | in carica | Rizieri Buonopane    | centrosinistra       | Sindaco |      |

### Gemellaggi
Montella è, dal 1991, gemellata con la città di Norristown, Stati Uniti d'America. Nell'ambito di un progetto di scambio studenti, dal 1994 in poi le due cittadine hanno ospitato reciprocamente studenti della Norristown Area High School e degli istituti superiori di Montella. Tale progetto dà la possibilità di far conoscere diverse culture, usi, costumi, luoghi e concezioni della scuola a molti ragazzi di Montella, che vengono ospitati presso famiglie del luogo e frequentano le lezioni a scuola, oltre a visitare i maggiori siti turistici della East Coast statunitense.

### Altre informazioni amministrative
Il comune di Montella fa parte della Comunità montana Terminio Cervialto e del Parco regionale Monti Picentini.

## Sport
Nello sport:
- il gruppo podistico Montellese "Pedibus Calcantibus", la cui manifestazione più importante è la marcia per la pace Montella-Assisi-Montella per portare a San Francesco a Folloni una fiaccola accesa nella casa del Santo.
- "La tana del lupo" raccoglie gli appassionati di tiro al piattello.
- La "U.S. F. Scandone" promuove il ciclismo, ogni anno organizza diverse cronoscalate.
- La Società "Felice Scandone" e la "Montella Calcio", lo sport nazionale.
- L'Associazione Sportiva Dilettantistica Circolo Scacchistico di Montella.